# Suspended Sentence (film, 1913)
Pour plus de détails, voir Fiche technique et Distribution.
Suspended Sentence est un film muet américain réalisé par Wallace Reid et sorti en 1913.

## Synopsis
Le vieux juge Gainsworthy est dubitatif lorsqu'il épingle l'étoile de shérif sur la poitrine de Frank Walling, car il lui semble que ce dernier est trop jeune pour ce travail. Mais il s'aperçoit très vite que, grâce à son nouveau statut, Frank est décidé à demander la main de sa fille…

## Fiche technique
- Titre : Suspended Sentence
- Réalisation : Wallace Reid
- Scénario :
- Photographie :
- Montage :
- Producteur :
- Société de production : American Film Manufacturing Company
- Société de distribution : Mutual Film
- Pays de production :  États-Unis
- Langue : film muet avec les intertitres en anglais
- Format : Noir et blanc — 35 mm — 1,33:1 — Muet
- Genre : Film dramatique
- Date de sortie : 
  - États-Unis : 14 avril 1913

## Distribution
- Lillian Christy : Miss Gainsworthy
- Eugene Pallette : Frank Walling
- George Field : le juge Gainsworthy
- Chester Withey : Black Conway